# Фрейзер, Люси
Люси Клэр Фрейзер (англ. Lucy Claire Frazer; род. 17 мая 1972, Кларо Уэйпентейк) — британский политик, член Консервативной партии. Министр культуры, СМИ и спорта (2023—2024).

## Биография
Окончила частные школы для девочек — Гейтуэй и Лидсскую, затем Ньюнэм-колледж (Кембридж), где стала президентом Кембриджского союза и встретила своего будущего мужа Дэвида Ли (David Leigh), который впоследствии возглавил компанию по подбору кадров. Сделала успешную карьеру барристера, специализируясь на делах из области коммерческого права. В 2013 году была назначена королевским адвокатом.
В 2015 году победила на парламентских выборах в избирательном округе Юго-Западный Кембриджшир. Была назначен парламентским личным помощником министра Кабинета Бена Гаммера, с июня 2017 года по январь 2018 года являлась парламентским личным помощником министра юстиции Дэвида Лидингтона. Последовательно занимала должности генерального солиситора Англии и Уэльса (временно исполняла его обязанности со 2 марта 2021 года по 10 сентября 2021 года, когда обладатель этой должности Майкл Эллис замещал ушедшую в отпуск по беременности Суэллу Браверман на должности генерального атторнея Англии и Уэльса), младшего министра юстиции, финансового секретаря Казначейства. В сентябре-октябре 2022 года — младший министр транспорта.
7 февраля 2023 года в ходе серии кадровых перемещений при реорганизации правительства Риши Сунака получила портфель министра культуры, СМИ и спорта с изменёнными служебными обязанностями (из ведения данного ведомства изъяты вопросы развития цифровых технологий, переданные новому департаменту во главе с бывшим министром культуры Мишель Доунлан).
5 июля 2024 года после поражения консерваторов на парламентских выборах было сформировано лейбористское правительство Кира Стармера, в котором преемницей Фрейзер стала Лиза Нэнди.